# ウィリアム・ジェソップ
ウィリアム・ジェソップ（William Jessop、1745年1月23日 - 1814年11月18日）は、イングランドの土木技術者で、特に18世紀末から19世紀初頭にかけての運河・港・初期の鉄道における業績で知られる人物である。

## 幼少期
ジェソップはイギリスデヴォン州プリマスのデヴォンポート (Devonport) に、海軍工廠の造船現場監督のジョシアス・ジェソップ (Josias Jessop) の息子として1745年に生まれた。ジョシアスは、エディストーン岩礁 (Eddystone Rocks) にある木造灯台であるルドヤード・タワーの修理と保守に責任を負っていた。彼は、灯台が燃え落ちてしまう1755年まで、この仕事を20年間にわたり続けていた。指導的な土木技術者であるジョン・スミートンが新しい石造りの灯台の建設計画を考え、ジョシアスが建築作業の監督に責任を持つことになった。2人は親友となり、灯台の完成した2年後の1761年にジョシアスが死去すると、ウィリアム・ジェソップはスミートンの弟子となり、またスミートンがジェソップの保護者ともなって、ヨークシャーにおける様々な運河の建設で働くようになった。
ジェソップは、独立した技術者として働き始める前にスミートンの助手として何年も働いた。彼はヨークシャーのコールダー・アンド・ヘッブル水路 (Calder and Hebble) やエア・アンド・コールダー水路 (Aire and Calder) などでスミートンの仕事を手伝った。

## アイルランドのグランド運河

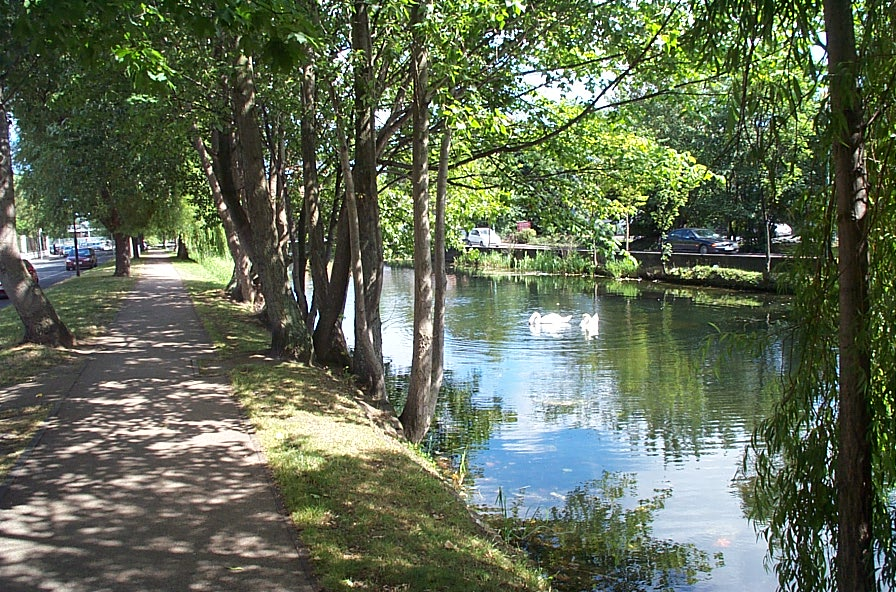
ダブリンのグランド運河

ジェソップが手がけた最初の主な仕事として知られるのは、アイルランドのグランド運河 (Grand Canal) である。この工事は政府の事業として1753年に始められ、ダブリン側から14 マイル（約21 km）の運河を建設するために17年を要した。1772年にこの運河を完成させるための私企業が設立され、事業についてスミートンに相談した。スミートンはこの事業を監督するために主任技術者としてジェソップを送った。ジェソップは運河の計画された経路を再調査し、レインスター高架橋 (Leinster Aqueduct) を通じて運河をリフィー川の上に通した。また彼は運河を広大なアレン湿地帯 に通した。これはジョージ・スチーブンソンがリバプール・アンド・マンチェスター鉄道をチャット・モス湿地帯に通したのと比肩しうる成果であった。運河はこの湿地帯を高い築堤で通過していた。ジェソップは水源も調査し、貯水池を建設した。これによって運河が渇水の危機に見舞われることは無くなった。運河の重要な要素について全て見届けたジェソップは、運河を完成させる任務に代理人を残してイングランドへと戻った。運河は最終的に1805年に完成している。ジェソップがアイルランドの運河の建設に緊密に関わっていたのは1787年までであると思われ、その後他の仕事が入ってきた。

## 他の技術者との関係
ジェソップはとても控えめな人間で、自分を誇張しようとしなかった。他の技術者と違い、彼は若い技術者が昇進するのを嫉妬せず、むしろ彼らを奨励していた。また、彼自身が忙しすぎて依頼を引き受けることができないときは、他の技術者を推薦した。彼は、ランカスター運河会社 (Lancaster Canal) の技師のポストにジョン・レニー (John Rennie the Elder) を推薦し、このポストがレニーの評価を確立させることになった。またジェソップがエルズミア運河会社 (en:Ellesmere Canal) の顧問技師であった1793年に、あまり知られていなかったトーマス・テルフォードを常駐技師に指名した。テルフォードはこれ以前に運河の設計に関して経験を持っていなかったが、ジェソップの助言と指導の下、事業を成功させることができた。ジェソップは、会社がテルフォードの高架橋の設計は野心的過ぎると思ったときであっても、テルフォードを支持した。

## クロムフォード運河

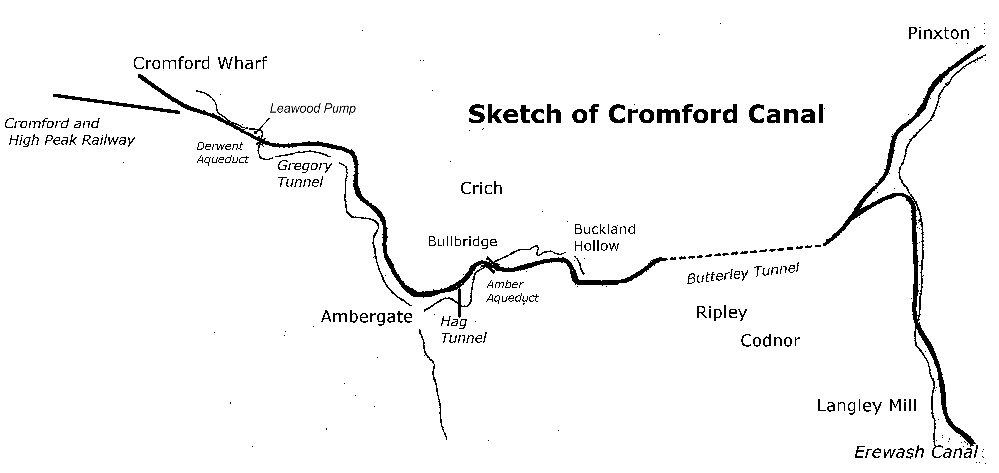
クロムフォード運河全体とバッターリートンネルを示した図

1789年、ジェソップはクロムフォード運河会社 (Cromford Canal) の主任技師に指名された。計画されていた運河はダーウェント (Derwent) とエレウォッシュ渓谷 (Erewash valleys) の上流部から石灰石・石炭・鉄鉱石を近くのエレウォッシュ運河まで運ぶことを意図していた。この運河の重要な特徴としては、ダーウェント川 (River Derwent) を横断するシングルスパンのダーウェント高架橋と、かつてはリプリートンネル (Ripley Tunnel) と呼ばれていたバッターリートンネル (Butterley Tunnel) である。1793年にダーウェント高架橋が部分的に崩壊し、ジェソップは前面の壁を十分な強さで作らなかったという非難を受けることになった。彼は高架橋を自分自身の費用で修復し補強した。バッターリートンネルは全長2,966 ヤード（2,712 m）、幅9 フィート（2.7 m）、高さ8 フィート（2.4 m）で、建設するために地表からトンネルの位置に降りていくために33本の縦坑を必要とした。ジェソップは50 エーカー（200,000 平方メートル）の広さのバッターリー貯水池をトンネルの上部に建設した。

## バッターリー鉄工所

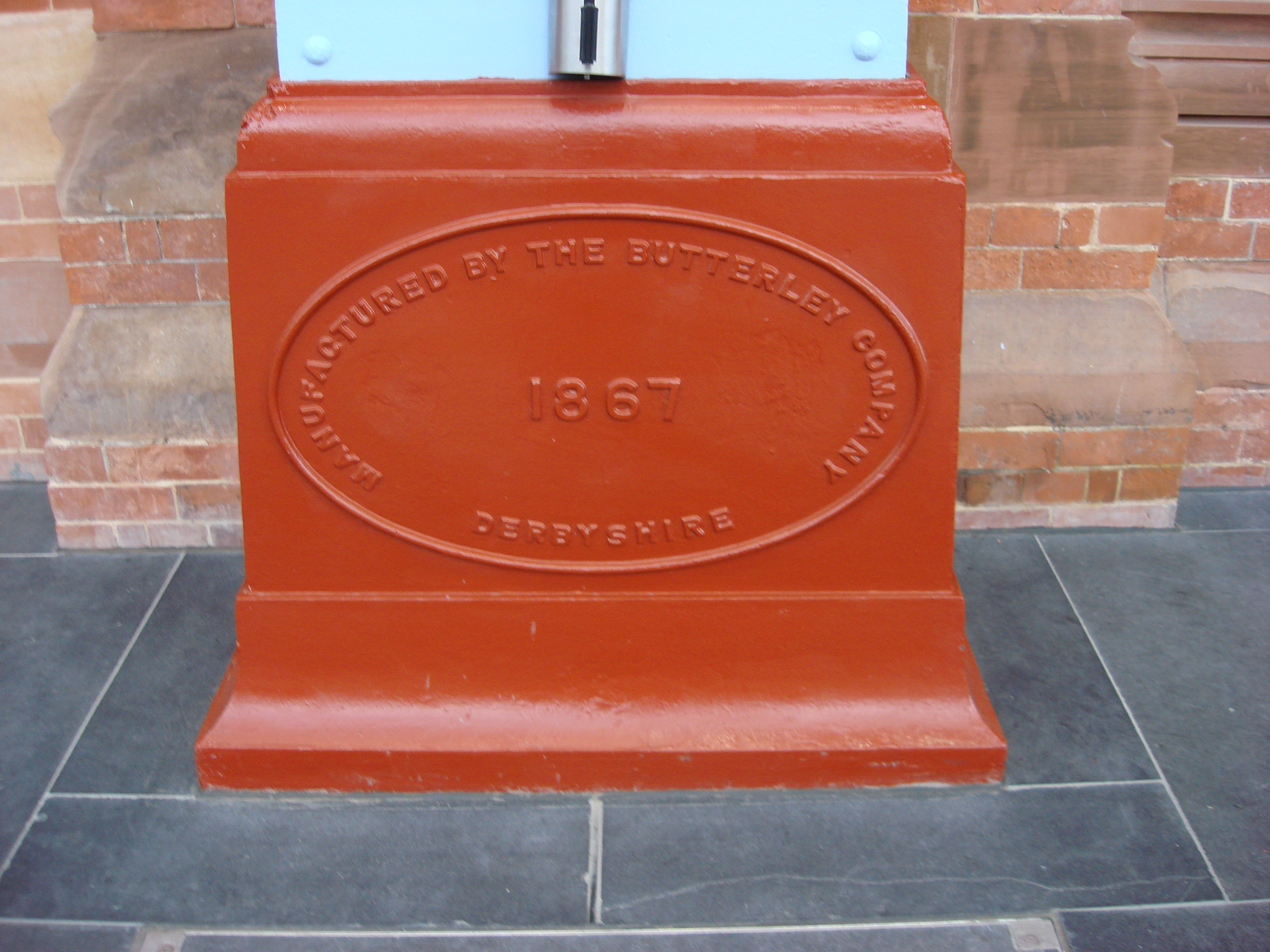
ロンドンのセント・パンクラス駅にあるバッターリー・カンパニーのプレート

1790年にジェソップは、パートナーのベンジャミン・アウトラム (Benjamin Outram)、フランシス・ベアスフォード (Francis Beresford)、ジョン・ライト (John Wright) と共同で、ダービーシャーに鋳鉄のレールを生産するためにバッターリー鉄工所 (Butterley Company) を設立した。それまでのレールは、レール側にフランジを備えており車輪が平らになっていたが、ジェソップは初めて車輪側にフランジを備えてレールを平らにしたものを開発し、1789年からレスターシャーのナンパンタン (Nanpantan) とラフバラーの間で石炭貨車を牽く馬車鉄道に利用して成功を収めていた。アウトラムは鉄工所の生産とジェソップの事業向けの設備に関わった。

## グランド・ジャンクション運河

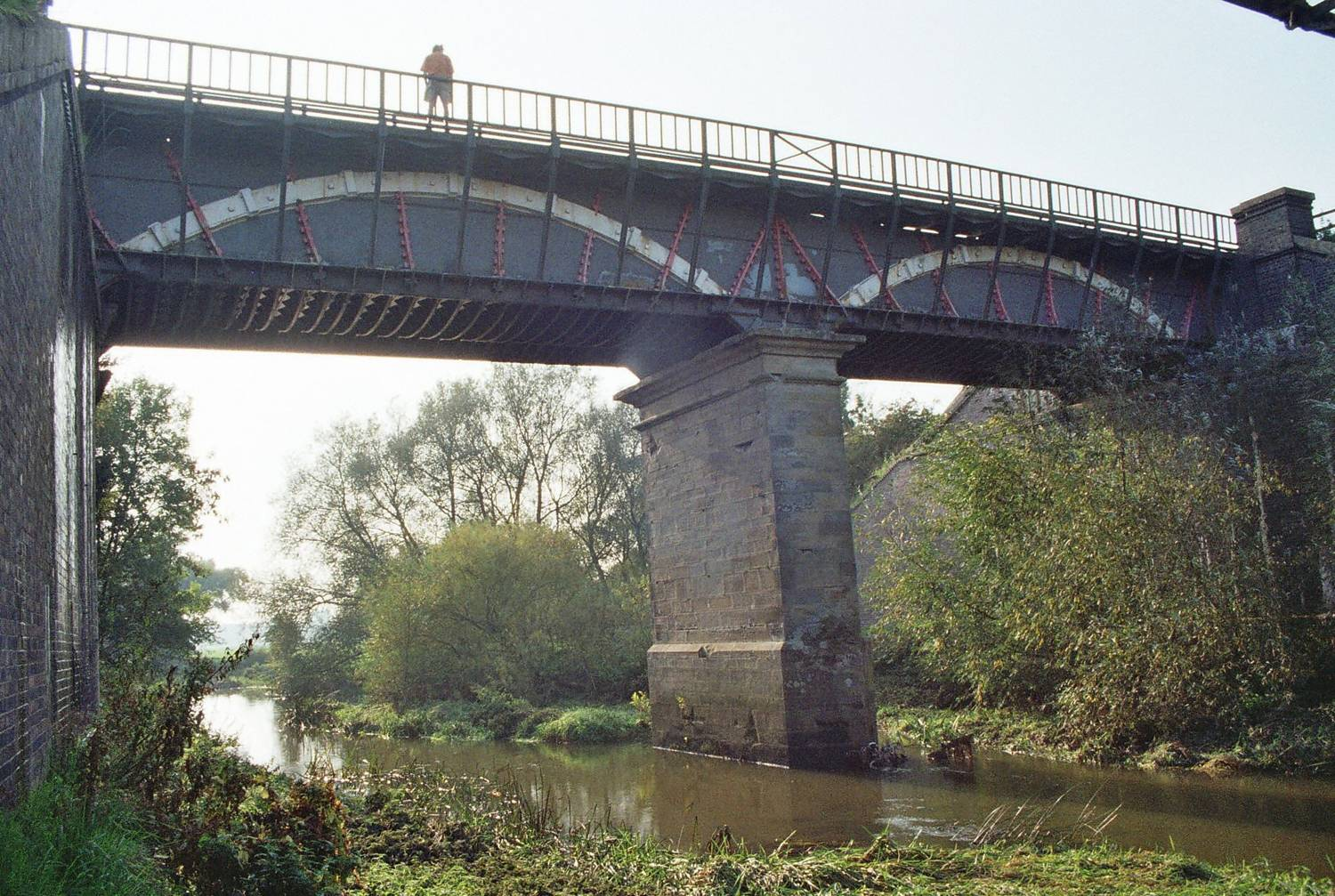
コスグローブ水路橋

オックスフォード運河 (Oxford Canal) はジェームス・ブリンドリー (James Brindley) によって建設され、南部イングランドの広い範囲に石炭を運んでいた。しかしこの運河では、ミッドランズ地方とロンドンを直接結ぶ経路となっていなかった。そのため、ラグビー (Rugby) 近郊のブラウンストン (Braunston) でオックスフォード運河から分かれ、ブレントフォードでテムズ川へ至る全長90マイルの新しい運河が提案された。ジェソップは1793年に運河会社から主任技術者として任命された。この運河は特に設計が難しいものであった。それは、他の運河ではできるだけ川筋に沿って建設し、どうしても必要な時だけ分水界を越えるように設計されていたが、この運河はウーズ川 (River Ouse) やニーン川 (River Nene) などを越えなければならなかったからである。ウーズ川の谷を横断するためにウルバートン (Wolverton) に水路橋が建設された。アーチが3つある石造の水路橋が建設されている間、一時的に9つの閘門が設置され、川筋まで船が下りまた反対側を上るために使用された。この水路橋は1808年に落橋し、ロングトン＝オン＝ターン (Longdon-on-Tern) にある水路橋やポントカサステの水路橋でトーマス・テルフォードが建設した水道橋に似た構造の鉄トラフの橋に1811年に架け替えられた。この橋はコスグローブ水路橋 (Cosgrove aqueduct) として知られ、ビーバン (Bevan) によって設計・建設された。
ブラウンストンとブリスワースの2箇所にトンネルも建設する必要があった。ブリスワーストンネルは大きな問題となり、運河の他の区間が完成した時点でも未完成であった。そのため、ジェソップはこのトンネルを放棄し、閘門を利用して丘を越えることにした。ジェソップは、一時的な解決として鉄道を敷いて、トンネルが完成するまで丘を越えて貨物を輸送した。グランド・ジャンクション運河 (Grand Junction Canal) はロンドンとミッドランドを結ぶ通商を促進する上でとても重要であった。

## ウェスト・インディアドック

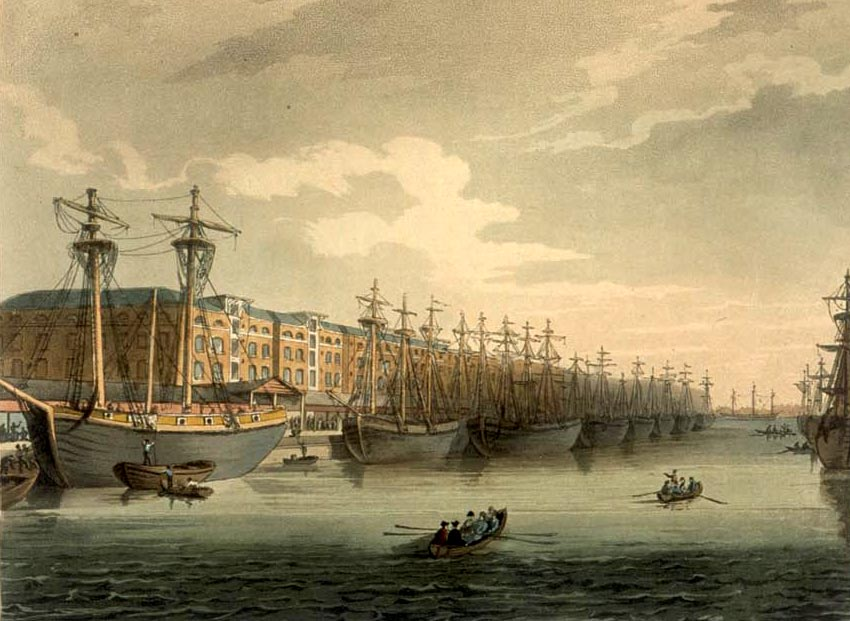
ルドルフ・アッカーマン (Rudolph Ackermann) のMicrocosm of London, or, London in Miniature に掲載された、オーガスタス・ピュージンとトマス・ローランドソンが描いたウェスト・インディアドックの図

ドッグズ島 (Isle of Dogs) に建設されたウェスト・インディアドック (West India Docks) は、ロンドン港 (Port of London) に建設された最初の係船ドックであった。1800年から1802年にかけて、係船ドックの面積は295 エーカー（1.19 平方キロメートル）あり、深さは24 フィート（7.3 m）、600 隻の船を収容できた。ジェソップはこのドックの主任技術者で、助手のラルフ・ウォーカー (Ralph Walker) と仕事をした。

## サリー鉄道
1799年に、ロンドンとポーツマス を結ぶ運河と、馬が牽引する客車を走らせる馬車鉄道が同じ経路上で異なる提案として提出された。提案されたサリー鉄道の最初の区間は、ワンズワースからクロイドン までで、ジェソップは2つの異なる手段について意見を求められた。彼は、運河では水を消費しすぎてワンドル川の水を減らしすぎるとして、馬車鉄道がよい方法であると勧めた。こうしてワンズワースからクロイドンまで鉄道を建設することが合意された。 ジェソップは1801年にこのプロジェクトの主任技術者に任命された。1802年にこの路線は完成した。この路線の軌間には異論があり、4 フィート2 インチ（1.3 m）と推定するものもいれば、4 フィート 8.5 インチ（標準軌）とするものもいる。
1803年に次の段階が承認された。これはクロイドンからマーストハム (Merstham) を経由してサリーのゴッドストーン (Godstone) までの路線であった。ジェソップは、息子のジョシアス (Josias Jessop) を助手として、再度主任技術者に任命された。この路線はマーストハムまでは建設されたが、ゴッドストーンへは建設されなかった。ワンズワースからの路線の総延長は18 マイル（29 km）であった。この路線は最終的に、蒸気機関車に取って代わられた。

## 晩年

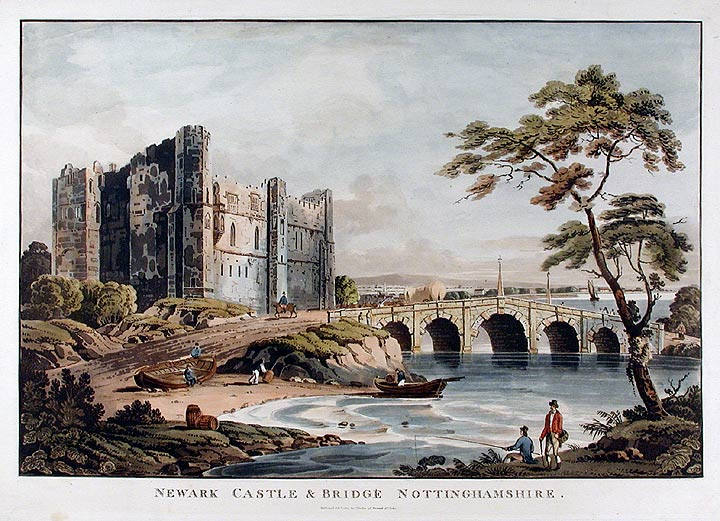
19世紀初頭のニューアークの城と橋

1784年から1805年まで、ジェソップはノッティンガムシャーのニューアーク＝オン＝トレントに住み、そこでは町長を2度務めた。
彼の晩年には能力の停滞に見舞われるようになり、1805年に最後の公的な活動を行った。彼は1814年11月18日に自宅であるバッターリー・ホール (Butterley Hall) で亡くなった。彼の死から1年後、リプリー (Ripley) の東にあるコドナー公園 (Codnor park) にジェソップ記念碑が建てられた。この70 フィート（21 m）のドーリス式柱の記念碑は、安全に問題があるためもはや登ることはできなくなっている。彼の息子ジョシアスは、彼自身の力でまた成功した技術者となった。

## 評価
ジェソップは、運河の技術者と、後に出現した鉄道技術者の間に立つ、あまりない立場に立っていた。彼の名前は、彼が謙虚であったため後世に残る名声として本来あるべきほどは残っていない。実際のところ、彼の成果の中には誤って彼の助手として働いた者の成果とされているものがある。ジョージ・スチーブンソンなどの他の技術者と異なり、ジェソップは仲間の技術者たちと品格の無い争いをして品位を落とすようなことをしなかった。彼とともに、あるいは彼のために働いたほとんど全ての人から、彼は高く評価されている。

## ジェソップの参加したプロジェクト
- エア・アンド・コールダー水路 (Aire and Calder Navigation)
- コールダー・アンド・ヘッブル水路 (Calder and Hebble Navigation)（1758年 - 1770年）
- カレドニアン運河 (Caledonian Canal)
- リポン運河 （Ripon Canal）（1767年）
- チェスター運河 (Chester Canal) ジェームズ・ピンカートン (James Pinkerton) とともに契約者として（1778年5月）
- バーンズリー運河 (Barnsley Canal)（1792年 - 1802年）
- アイルランドのグランド運河 (Grand Canal)、シャノン川からダブリンまでの区間 （1773年 - 1805年）
- グランド・ジャンクション運河 (Grand Junction Canal)（1793年 - 1805年）、後にグランド・ユニオン運河 (Grand Union Canal) の一部となった
- クロムフォード運河 (Cromford Canal)
- ノッティンガム運河 (Nottingham Canal)（1792年 - 1796年）
- トレント川水路 (River Trent Navigation)
- グランサム運河 (Grantham Canal)（1793年 - 1797年）、イングランドで水源として貯水池に頼らない初めての運河
- エルズミア運河 (Ellesmere Canal)（1793年 - 1805年）、詳細設計はトーマス・テルフォードによる
- ロッチデール運河 (Rochdale Canal)（1794年 - 1798年）
- スリーフォード水路 (Sleaford Navigation)（1794年）
- ウェスト・インディアドック (West India Docks) とアイル・オブ・ドッグス運河（1800年 - 1802年）、ドックの建設プロジェクトに関してジョン・レニー (John Rennie the Elder) が顧問を務めた
- サリー鉄道 (en:Surrey Iron Railway)（1801年 - 1802年）おそらく世界で最初の公共鉄道、馬匹牽引
- ブリストルの港、「フローティング・ハーバー」（潮位に関わらず水位が一定になる仕組みがあったことから）（1804年 - 1809年）
- キルマーノック・アンド・トルーン鉄道 (Kilmarnock and Troon Railway)（1807年 - 1812年）スコットランドで議員立法による初めての鉄道
- ウェスト・サセックスのショアハム＝バイ＝シー (en:Shoreham-by-Sea) とリトルハンプトン (Littlehampton) の港[2]